# Ucklum
Ucklum is een plaats in de gemeente Stenungsund in het landschap Bohuslän en de provincie Västra Götalands län in Zweden. De plaats heeft 240 inwoners (2005) en een oppervlakte van 29 hectare.